# Бунлап Кхенкітісак
Бунлап Кхенкітісак (нар. 18 червня 1966) — лаоський футболіст, що грав на позиції нападника. Після закінчення виступів на футбольних полях — лаоський футбольний тренер. Відомий за виступами у складі клубу «Йота», а також у складі збірної Лаосу, у складі якої брав участь у футбольному турнірі Азійських ігор 1998 року. Як футбольний тренер двічі очоював національну збірну Лаосу.

## Футбольна кар'єра
На клубному рівні Бунлап Кхенкітісак грав у складі лаоського клубу «Йота». З 1993 до 2000 року Кхенкітісак грав у складі збірної Лаосу, у складі якої брав участь у футбольному турнірі Азійських ігор 1998 року, а також брав участь в Іграх Південно-Східної Азії та чемпіонаті АСЕАН. У складі збірної провів 19 матчів, та відзначився 7 забитими м'ячами.
У 2004 році Бунлап Кхенкітісак уперше очолив національну збірну Лаосу, працював з нею до 2005 року. У 2011 році колишній футболіст знову очолював національну збірну країни. У 2016 році він став головним тренером клубу «Лао Тойота», яку очолював до 2017 року. У 2019—2020 роках Бунлап Кхенкітісак очолював клуб «В'єнтьян Юнайтед», а пізніше в 2020 році та на початку 2021 року був головним тренером клубу «Янг Елефантс». З 2022 року Кхенкітісак очолює клуб «В'єнтьян ФТ».